# Diócesis de Mananjary
La diócesis de Mananjary (en latín: Dioecesis Mananiarien(sis) y en francés: Diocèse de Mananjary) es una circunscripción eclesiástica latina de la Iglesia católica en Madagascar, sufragánea de la arquidiócesis de Fianarantsoa. La diócesis tiene al obispo José Alfredo Caires de Nobrega, S.C.I. como su ordinario desde el 30 de octubre de 2000.

## Territorio y organización
La diócesis tiene 14 270 km² y extiende su jurisdicción sobre los fieles católicos de rito latino residentes en los distritos de Mananjary, Ifanadiana y Nosy Varika de la región de Vatovavy-Fitovinany.
La sede de la diócesis se encuentra en la ciudad de Mananjary, en donde se halla la Catedral de San Agustín.
En 2019 en la diócesis existían 16 parroquias.

## Historia
La diócesis fue erigida el 9 de abril de 1968 con la bula Perpetua florere del papa Pablo VI, obteniendo el territorio de la arquidiócesis de Fianarantsoa y de la diócesis de Tamatave (hoy arquidiócesis de Toamasina).

## Estadísticas
De acuerdo al Anuario Pontificio 2020 la diócesis tenía a fines de 2019 un total de 175 626 fieles bautizados.
| Año                                                                             | Población            | Población | Población      | Sacerdotes | Sacerdotes    | Sacerdotes    | Bautizados por sacerdote | Diáconos permanentes | Religiosos | Religiosos | Parroquias |
| Año                                                                             | Bautizados católicos | Total     | % de católicos | Total      | Clero secular | Clero regular | Bautizados por sacerdote | Diáconos permanentes | Varones    | Mujeres    | Parroquias |
| ------------------------------------------------------------------------------- | -------------------- | --------- | -------------- | ---------- | ------------- | ------------- | ------------------------ | -------------------- | ---------- | ---------- | ---------- |
| 1970                                                                            | 33 250               | 318 697   | 10.4           | 2          | 2             |               | 16 625                   |                      |            | 22         | 40         |
| 1980                                                                            | 35 507               | 386 900   | 9.2            | 14         | 1             | 13            | 2536                     |                      | 22         | 34         | 2          |
| 1990                                                                            | 51 500               | 515 000   | 10.0           | 20         | 2             | 18            | 2575                     |                      | 19         | 54         | 2          |
| 1999                                                                            | 96 200               | 652 600   | 14.7           | 30         | 7             | 23            | 3206                     |                      | 30         | 75         | 14         |
| 2000                                                                            | 102 838              | 668 025   | 15.4           | 26         | 6             | 20            | 3955                     |                      | 26         | 71         | 13         |
| 2001                                                                            | 103 000              | 670 000   | 15.4           | 25         | 6             | 19            | 4120                     |                      | 24         | 70         | 12         |
| 2002                                                                            | 126 138              | 681 805   | 18.5           | 28         | 7             | 21            | 4504                     | 2                    | 29         | 83         | 12         |
| 2003                                                                            | 127 500              | 690 200   | 18.5           | 31         | 10            | 21            | 4112                     |                      | 26         | 80         | 14         |
| 2004                                                                            | 103 700              | 700 000   | 14.8           | 35         | 11            | 24            | 2962                     |                      | 28         | 85         | 14         |
| 2013                                                                            | 158 665              | 872 000   | 18.2           | 33         | 12            | 21            | 4808                     |                      | 23         | 91         | 15         |
| 2016                                                                            | 157 724              | 1 055 000 | 15.0           | 36         | 15            | 21            | 4381                     |                      | 24         | 96         | 16         |
| 2019                                                                            | 175 626              | 1 144 140 | 15.4           | 40         | 17            | 23            | 4390                     |                      | 25         | 99         | 16         |
| Fuente: Catholic-Hierarchy, que a su vez toma los datos del Anuario Pontificio. |                      |           |                |            |               |               |                          |                      |            |            |            |

## Episcopologio
- Robert Lucien Chapuis, M.E.P. (9 de abril de 1968-29 de diciembre de 1973 renunció)
- François Xavier Tabao Manjarimanana, S.I. † (20 de noviembre de 1975-24 de mayo de 1999 falleció)
- José Alfredo Caires de Nobrega, S.C.I., desde el 30 de octubre de 2000